# Imre Forbáth
Dans le nom hongrois Forbáth Imre, le nom de famille précède le prénom, mais cet article utilise l’ordre habituel en français Imre Forbáth, où le prénom précède le nom.
Imre Forbáth, né le 17 novembre 1898 à Böhönye (Autriche-Hongrie) et mort le 16 mai 1967 à Teplice (Tchécoslovaquie), est un poète et journaliste hongrois.